# Мусо Дзикидэн Эйсин-рю
Мусо Дзикидэн Эйсин-рю (яп. 無双直伝英信流 или 無雙直傳英信流 мусо: дзикидэн эйсин рю:) — древняя школа иайдо, классическое боевое искусство Японии, основанное в 1590-х годах мастером по имени Хаясидзаки Минамото-но Сигэнобу Дзинсукэ (яп. 林崎甚助源の重信). Школа зачастую упоминается в сокращённом варианте как Эйсин-рю и ведёт свою историю с XVI и до начала XX века. 17-й сокэ Мусо Дзикидэн Эйсин-рю, Оэ Масамити, обладал 16 мэнкё кайдэн, что привело к разбиению школы на несколько законных филиалов.

## История
Основателем ранней школы Эйсин-рю является Хаясидзаки Минамото-но Сигэнобу (1546—1621). Хаясидзаки родился в Осю, провинция Дэва (современная префектура Ямагата). Многие исторические подробности жизни Хаясидзаки крайне подозрительны. Предполагается, что он рос во времена постоянных войн в Японии и по этой причине приступил к изучению техник фехтования мечом с самого раннего возраста. Согласно легенде, причиной к серьёзному и скрупулёзному обучению послужило желание отомстить за смерть отца. Для этого Хаясидзаки удалился в храм, где в течение длительного времени молился и в конечном итоге получил божественное вдохновение, благодаря которому разработал новые техники фехтования мечом и метод атаки в одно движение. Легенда гласит, что в конце концов он отомстил убийце своего отца.
После Хаясидзаки продолжил свой путь, обучаясь с известными фехтовальщиками и заводя собственных учеников (например, Тамия Хэйбэй, основатель Тамия-рю). Свой собственный стиль он назвал Синмэй Мусо-рю (яп. 神明夢想流). Вообще искусство Хаясидзаки имело много имён с момента своего создания. Например, оно именовалось как Хаясидзаки-рю (яп. 林崎流) или Юсин-рю (яп. 重信流). Его стиль в значительной мере повлиял на становление основных стилей иай, практикуемых на сегодняшний день, таких как Мусо Дзикидэн Эйсин-рю и Мусо Синдэн-рю.
Седьмой глава школы Хаясидзаки, Хасэгава Тикараносукэ Хидэнобу (Эйсин), является одним из наиболее важных её предстателей. Он оказал значительное влияние на технический арсенал школы. В частности, он адаптировал методы, первоначально разработанные для тати, для использования современной катаны. Кроме того он добавил множество новых техник, некоторые из которых сформировали ката Татэхидза-но Бу. Всё это привело к тому, что стиль был переименован в Хасэгава Эйсин-рю. Кроме того, его также именовали как Хасэгава-рю или просто Эйсин-рю.
Некоторые считают Хасэгаву главным основателем стиля Эйсин-рю, что делает его первым поколением сокэ, а не седьмым, а школу Синмэё Мусо-рю — прародителем Мусо Дзикидэн Эйсин-рю.
Девятым главой школы стал Хаяси Рокудаю Моримаса. Он ввёл в программу обучения набор методов, практикуемых из положения сидя — сэйдза. Предположительно, данные методы были разработаны учителем кэндзюцу Хаяси, фехтовальщиком стиля Синкагэ-рю омори Рокуродзаэмоном, и, как говорят, под влиянием основ этикета школы Огасавара-рю. Именно Хаяси ответственный за представление школы в княжестве Тоса по просьбе правящей семьи Ямаути.
После того, как школа укоренилась в Тоса, она стала называться Тоса Эйсин-рю. Стилям Эйсин-рю и Омори-рю обучались члены семьи Ямаути с несколькими особенностями (например, преувеличенным движением ног, учитывая длинную хакама).
После смерти 11-го сокэ Огуро Мотодзаэмона, школа разделить на две ветви. Позже они стали известны как Танимура-ха и Симомура-ха (в соответствии с именами 15-го и 14-го глав школ, Танимура Камэнодзё Такакацу и Симомура Сигэити).
Одним из наиболее важных сокэ школы Мусо Дзикидэн Эйсин-рю является хранитель традиций в 17-м поколении, Оэ Масадзи. Он родился в Асахи Тоса в 1852 году. В молодости Оэ изучал такие стили, как Кокури-рю и Оиси Синкагэ-рю (яп. 大石神影流), наряду с Симомура-ха Эйсин-рю (Мусо Синдэн Эйсин-рю (яп. 無雙神傳英信流)). В возрасте 15 лет он принял участие в битве при Тоба — Фусими, после чего обучался Танимура-ха Эйсин-рю под руководством мастера Гото Магобеи. Оэ Масамити также изучал Эйсин-рю Бодзюцу под руководством мастера Итагаки Тайсуке. Он унаследовал лидерство в Танимура-ха, став её 17-м сокэ. Оэ Масамити объединил направления Танимура-ха и Симомура-ха, обновив учебные и технические программы. К моменту глобальной реформы школы накопилось почти 160 техник и реорганизовал их в Сэйдза (Сёдэн), Татихидза (Тюдэн), Окуиай (Окудэн) и Кумитати вадза, практикуемых на сегодняшний день. Несмотря на то, что он сохранил оригинальные техники, названия некоторых из них были изменены с целью оказания помощи при их понимании. Оэ Масамити переименовал реорганизованную школу Мусо Дзикидэн Эйсин-рю в эпоху Тайсё (1912 — 1926).
В 1900 году Оэ стал преподавать кэндо и Эйсин-рю в префектуре Коти в Дай Ниппон Бутокукай и в различных местных школах. В 1924 году он стал вторым человеком, которому после Накаямы Хакудо было присвоено звание Ханси в Дай Ниппон Бутокукай. Оэ Масамити умер 18 апреля 1927 года.
Официально Оэ Масамити не оставил прямого наследника школы и около 20 его ближайших учеников продолжили распространение Мусо Дзикидэн Эйсин-рю за пределами княжества Тоса по всей Японии, основав несколько самостоятельных ветвей школы (ха). Усилиями Оэ Масамити иайдо стал официально признанным искусством в рамках традиционного кобудо в 1932 году уже после смерти 17 патриарха. Через 60 лет после смерти Оэ Масамити в его честь был воздвинут памятный камень на горе Годайсан.

## Генеалогия
Эйсин-рю применяет систему неизбирательной передачи (яп. 完全 相傳), что позволяет любому владеющему полной передачей выдавать лицензии любому своим ученикам. Таким образом, не исключено, что существовало большое число неуказанных в дэнсё обладателей мэнкё кайдэн, известных в Эйсин-рю как Конгэн но Маки (яп. 根元之巻). Отчасти благодаря более открытому и всеобъемлющему подходу Оэ Масамити к преподаванию Эйсин-рю, было создано множество разнообразных и комплексных ответвлений, представляющий собой отдельные линии передач.

### Линия Сэйто
1. Хаясидзаки Дзинсукэ Минамото-но Сигэнобу, основатель;
2. Тамия Хэйбэй Сигэмаса;
3. Нагано Мураку Нюдо Кинросай;
4. Тодо Гунбэй Мицусигэ;
5. Арикава Сэйдзаэмон Мунэцугу;
6. Банно Данэмоннодзё Нобусада;
7. Хасэгава Тикараносукэ Хидэнобу (Эйсин);
8. Араи Сэётэцу Киёнобу;
9. Хаяси рокудаю Моримаса;
10. Хаяси Ясудаю Масутомо;
11. Огуро Мотоэмон Киёкацу;
12. Хаяси Масунодзё Масанори;
13. Ёда Мандзо Норикацу;
14. Хаяси Ядаю Масамото;
15. Tanimura Камэнодзё Такакацу;
16. Гото Магобэй Масасукэ (? — 1897)[12];
17. Оэ Масадзи (1852—1927)[4], основатель Мусо Дзикидэн Эйсин-рю;
  - Ученики Оэ Масадзи основали собственные ответвления, см. ниже;
18. Хокияма Намио (1891—1935)[4];
19. Фукуи Харумаса (1884—1971)[4];
20. Коно Хякурэн (1899—1974)[13];
21. Фукуи Торао (1915—2000);
22. Икэда Такаси (род. 1932);
23. Фукуи Масатаро.

После смерти Коно Хякурэна, родословная Эйсин-рю снова стала предметом споров, так как некоторые представители стиля утверждают, что они являются самыми старшими его представителями. Кого считают истинным сокэ зависит от организации. Некоторые вовсе считают, что у стиля Мусо Дзикидэн Эйсин-рю более нету легитимного главы.
Существует целый ряд линий передачи с прямыми отсылками к Оэ Масадзи, однако они не посягают на лидерство и руководящие должности школы Мусо Дзикидэн Эйсин-рю.

### Ученики Оэ Масадзи
Оэ Масамити обучил большое число учеников, многие из которых продолжили его дело и распространяли традиции школы по всей Японии. Семнадцать из самых влиятельных студентов Оэ, некоторые из которых установили собственные ответвления, перечислены ниже. Этот список не является исчерпывающим. Некоторые из представленных ниже учеников являются обладателями мэнкё кайдэн, хотя точное число людей, получивших от Оэ лицензии, неизвестно. Большинство активных на сегодняшний день школ Мусо Дзикидэн Эйсин-рю ведёт своё происхождение от одного или более из представленных ниже людей.
- Масаока Кацутанэ (1896—1973)[14] (Кадзуми, Иккан)[14], 18-й глава, Масаока-ха;
  - Нарисэ Сакахиро (19-й глава);
  - Миура Такэюки Хидэфуса (20-й глава);
  - Симабукуро Масаюки Хидэнобу (21-й глава);
  - Карл Е. Лонг (22-й глава);
- Нисикава Байсуй;
- Кода Морио;
- Мацуда Эйма;
- Ямасаки Ясукити;
- Наканиси Иваки;
- Таока Дэн;
- Хокияма Намио (1891—1935)[4], 18-й глава;
- Фукуи Харумаса (1894—1971)[4], 19-й глава;
- Судзуки Ёсисигэ (Судзуэ Ёсисигэ)[12];
- Мори Сигэки (1890—1988)[4];
- Ямамото Такудзи (1886—1977)[4];
- Такэмура Сидзуо;
- Ямамото Харасукэ (1892—1978)[4];
- Сакамото Тосакай;
- Ямаути Тоётакэ (1905—1946)[2], 18-й глава, Ямаути-ха;
  - Коно Канэмицу (19-й глава);
  - Оноэ Масамицу (20-й глава);
  - Сэкигути Такааки (Комэй), 21-й глава;
- Уэда Хэйтаро.

## Программа обучения
Мусо Дзикидэн Эйсин-рю содержит 45 одиночных и 45 парных вадза.

### Одиночные техники
При выполнении одиночных вадза применяется длинный меч (катана).

#### Сэйдза но Бу (сёдэн)
Слово сёдэн означает «начальная передача». Этот набор техник происходит от школы Омори-рю, и, зачастую, так и называется. Это самый стартовый набор техник, который изучают в Мусо Дзикидэн Эйсин-рю. Все упражнения выполняются из позиции сэйдза (сидя).
Сэйдза но бу (яп. 正座之部) включает в себя следующие техники:
1. Маэ (яп. 前);
2. Миги (яп. 右);
3. Хидари (яп. 左);
4. Усиро (яп. 後);
5. Яэгаки (яп. 八重垣);
6. Укэнагаси (яп. 受流);
7. Кайсяку (яп. 介錯);
8. Цукэкоми (яп. 附込);
9. Цукикагэ (яп. 月影);
10. Ойкадзэ (яп. 追風);
11. Нукиути (яп. 抜打).

#### Татэхидза но Бу (тюдэн)
Слово тюдэн означает «средняя передача». Этот набор техник был создан Хасэгавой Эйсином, основателем школы Хасэгава Эйсин-рю, и до сих пор его зачастую именуют как Эйсин-рю. Татэхидза но бу является вторым набором техник, преподаваемых в школе Мусо Дзикидэн Эйсин-рю. Все упражнения выполняются из татэхидза (полусидячее положение), за исключением макко.
Татэхидза но бу (яп. 立膝之部) включает в себя следующие техники:
1. Ёкогумо (яп. 横雲);
2. Тора но иссоку (яп. 虎一足);
3. инадзума (яп. 稲妻);
4. Укигумо (яп. 浮雲);
5. Ороси (яп. 颪);
6. Иванами (яп. 岩波);
7. Урокогаэси (яп. 鱗返);
8. Намигаэси (яп. 波返);
9. Такиотоси (яп. 瀧落);
10. Макко (яп. 真向).

#### Окуиай Ивадза но Бу (окудэн)
Слово окудэн означает «внутренняя» или «секретная передача». В этом разделе изучаются расширенный набор техник на более продвинутом уровне. Упражнения выполняются из татэхидза.
Окуиай Ивадза но бу (яп. 奥居合居業之部) включает в себя следующие техники:
1. Касуми (яп. 霞);
2. Сунэгакои (яп. 脛囲 Sunegakoi);
3. Тодзумэ (яп. 戸詰);
4. Товаки (яп. 戸脇);
5. Сихогири (яп. 四方切);
6. Танасита (яп. 棚下);
7. Рёдзумэ (яп. 両詰);
8. Торабасири (яп. 虎走).

#### Окуиай Тативадза но Бу (окудэн)
Окуиай Тативадза выполняются из положения стоя, за исключением трёх Итамаго вадза, которые начинаются с сэйдза.
Окуиай Тативадза но бу (яп. 奥居合立業之部) включает в себя следующие техники:
1. Юкидзурэ (яп. 行連);
2. Цурэдати (яп. 連達);
3. Со Макури (яп. 惣捲);
4. Со Домэ (яп. 惣留);
5. Синобу (яп. 信夫);
6. Юкитигаи (яп. 行違);
7. Содэ Суригаэси (яп. 袖摺返);
8. Монъири (яп. 門入);
9. Кабэдзоэ (яп. 壁添);
10. Укэнагаси (яп. 受流);
11. Итомагои Соно Ити (яп. 暇乞其の一);
12. Итомагои Соно Ни (яп. 暇乞其の二);
13. Итомагои Соно Сан (яп. 暇乞其の三).

#### Бангай но Бу (окудэн)
Бангай (яп. 番外) означает «расширенный» и подразумевает расширенный набор тативадза. Они не являются корю, но были созданы мастером Оэ Масамити вместе с упражнением Кататэ Хаянуки.
Бангай но бу (яп. 番外之部) включает в себя следующие техники, выполняемые из положения стоя:
1. Хаянами (яп. 速波);
2. Райдэн (яп. 雷電);
3. Дзинраи (яп. 迅雷).

Комэй-Дзюку (Ямаути-ха) практикует следующий набор из пяти Бангай ката в дополнении к вышеупомянутым трём:
1. Маэ;
2. Аранами;
3. Кэсагурума;
4. Такигурума;
5. Тацумаки.

### Парные техники
Парные ката Мусо Дзикидэн Эйсин-рю называются кумитати (яп. 組太刀). Некоторые из них практикуются как с одати, так и с кодати.

#### Тати Ути но Курай
Данное ката разработата Оэ Масадзи и включает следующие техники:
1. Дэай (яп. 出合);
2. Кобуситори (яп. 拳取);
3. Дзэцумёкэн (яп. 絶妙剣);
4. Докумёкэн (яп. 独妙剣);
5. Цубадомэ (яп. 鍔留);
6. Укэнагаси (яп. 請流);
7. Маппо (яп. 真方).

#### Цумэ Ай но Курай
Цумэ Ай но Курай (яп. 詰合之位) является второй кумитати ката школы Эйсин-рю. Оба практиканта используют длинный меч. В набор входят следующие техники, выполняемые из татэхидза и положения стоя:
1. Хассо (яп. 発早);
2. Кобуситори (яп. 拳取);
3. Намигаэси (яп. 波返);
4. Яэгаки (яп. 八重垣);
5. Урокогаэси (яп. 鱗返);
6. Курай Юруми (яп. 位弛);
7. Цубамэ Гаэси (яп. 燕返);
8. Гансэки Отоси (яп. 眼関落);
9. Суйгэцуто (яп. 水月刀);
10. Касуми Кэн (яп. 霞剣).

Следующие наборы техник (Дайсё Дзумэ, Дайсё Тати Дзумэ и Дайкэндори) являются очень редкими, однако они всё ещё практикуются некоторыми додзё.

#### Дайсё Дзумэ
Дайсё Дзумэ (яп. 大小詰) является третьим набором кумитати. Сидати использует одати, утидати — кодати. В данный раздел входят следующие техники, выполняемые из татэхидза и сэйдза:
1. Дакидзумэ (яп. 抱詰);
2. Коппо (яп. 骨防);
3. Цукадомэ (яп. 柄留);
4. Котэдомэ (яп. 小手留);
5. Мунатори (яп. 胸捕);
6. Мигифусэ (яп. 右伏);
7. Хидарифусэ (яп. 左伏);
8. Ямагатадзумэ (яп. 山形詰).

#### Дайсё Тати Дзумэ
Дайсё Тати Дзумэ (яп. 大小立詰) является четвёртым набором кумитати. Сидати использует одати, утидати — кодати.  В данный раздел входят следующие техники, выполняемые из положения стоя:
1. Симэтори (яп. 〆捕);
2. Содэ Суригаэси (яп. 袖摺返);
3. Цуба Утикаэси (яп. 鍔打返);
4. Коппогаэси (яп. 骨防返);
5. Тонбогаэси (яп. 蜻蛉返);
6. Ранкёку (яп. 乱曲);
7. Уцури (яп. 移り).

#### Дайкэндори
Дайкэндори (яп. 大検取) является пятым набором кумитати.
1. Мукэн (яп. 無剣);
2. Суйсэки (яп. 水石);
3. Гайсэки (яп. 外石);
4. Тэссэки (яп. 鉄石);
5. Эйган (яп. 榮眼);
6. Эйгецу (яп. 榮月);
7. Ямакадзэ (яп. 山風);
8. Сорихаси (яп. 橇橋);
9. Райдэн (яп. 雷電);
10. Суйгэцу (яп. 水月).

### Техники Коно Хякурэна
Коно Хякурэн, 20-й сокэ Мусо Дзикидэн Эйсин-рю, добавил к техническому арсеналу школы два комплекта дополнительных вадза, именуемых как Дай Ниппон Батто Хо (яп. 大日本抜刀法). 
Батто Хо основаны на техниках из всей программы обучения школы, однако их выполнение всегда начинается из положении стоя. Дай Ниппон Батто Хо не считается корю, так как техники были добавлены в XX веке.
Филиалы Эйсин-рю, которые не связаны с Коно Хякурэном, как правило, не практикуют данные техники. Таким образом, вадза Дай Ниппон Батто Хо включены только в некоторые линии передачи.

#### Дай Ниппон Батто Хо, кихон
1. Дзюнто Соно Ити (яп. 順刀其の一);
2. Дзюнто Соно Ни (яп. 順刀其の二);
3. Цуигэкито (яп. 追撃刀);
4. Сято (яп. 斜刀);
5. Сихото Соно Ити (яп. 四方刀其の一);
6. Сихото Соно Ни (яп. 四方刀其の二);
7. Дзантоцуто (яп. 斬突刀).

#### Дай Ниппон Батто Хо, оку
1. Дзэнтэки Гякуто (яп. 前敵逆刀);
2. Татэкито (яп. 多敵刀);
3. Котэки Гякуто (яп. 後敵逆刀);
4. Котэки Нукиути (яп. 後敵抜打).